# Yola buettikeri
Yola buettikeri är en skalbaggsart som beskrevs av Michel Brancucci 1985. Yola buettikeri ingår i släktet Yola och familjen dykare. Inga underarter finns listade i Catalogue of Life.